# Hypopterygium rotulatum
Hypopterygium rotulatum är en bladmossart som beskrevs av Bridel 1827. Hypopterygium rotulatum ingår i släktet Hypopterygium och familjen Hookeriaceae. Inga underarter finns listade i Catalogue of Life.